# Рдечий Кал (Требнє)
Рдечий Кал (словен. Rdeči Kal) — поселення в общині Требнє, регіон Південно-Східна Словенія, Словенія.